# Cá linh ống
Cá linh ống (danh pháp hai phần: Cirrhinus jullieni), đôi khi coi là đồng nghĩa của C. molitorella là một loài cá thuộc chi Cá trôi trong họ Cá chép. Loài này có trong lưu vực sông Chao Phraya và hạ lưu sông Mekong.